# 座頭市與用心棒
《座頭市與用心棒》（ざとういちとようじんぼう）是1970年的日本武士電影，原作為作家子母澤寛，由大映公司製作的『盲劍客』第20集。
本片是以原本著名的虛構的盲眼劍客—「座頭市」，和1961年由黑澤明創造出經典俠客形象的—「用心棒」，在此雙雄作一次的大決鬥，特地請岡本喜八導演這部電影。

## 製作人員
- 原作：子母澤寛
- 監製：勝新太郎
- 導演：岡本喜八
- 編劇：岡本喜八，吉田哲郎
- 音樂：伊福部昭
- 攝影：宮川一夫
- 美術：西岡善信

## 演員
- 座頭市：勝新太郎
- 用心棒·佐佐大作：三船敏郎
- 小仏の政五郎：米倉齊加年
- 梅乃：若尾文子
- 九頭竜・跡部丸内：岸田森
- 脇屋陣三郎：神山繁
- 後藤三右衛門：細川俊之
- 兵六爺さん：嵐寛壽郎
- ちんぴら余吾：寺田農
- 偽按摩桑原涌之助：砂塚秀夫
- 馬瀬の藤三：草野大悟
- 鍛冶屋留吉：常田富士男
- 小仏一家の常：五味龍太郎
- 烏帽子屋番頭惣七:木村元